# 南川朱生
南川 朱生（みなみかわ あけお）は、日本の鍵盤ハーモニカ奏者・研究家・鍵盤笛奏者。鍵盤ハーモニカの「両手弾き」奏法による音楽シーンを代表する一人である。

## 人物

### 演奏者として
オリジナル楽曲やワールドミュージック、トイミュージックを軸に、鍵盤ハーモニカの完全独奏という稀有なスタイルを追求している。楽器を机に置き卓奏、もしくは縦に構え両手で演奏する両手弾きのスタイル(両手縦弾き。左手は逆手)と超絶速弾きテクニックで観客を魅了している。両手弾きの特性を生かしたソロ活動が多いが、東京メロディカオーケストラの主要メンバーとして合奏したり、国内外のアーティストとの作品コラボにも積極的に取り組んでいる。

鍵盤ハーモニカの魅力として「息をコントロールしながら和音を出せる」「持ち運びが簡単で演奏しながら動ける」「手軽に改造する事ができる」「歴史がまだ浅いので『こういう音楽をやるべき』というのが決まっていない」の4点を述べており、楽器本体の改造や付属品の改良、演奏のフォームや運指法の工夫、演奏曲のジャンルの拡張など、演奏者として斬新な改革を進めている。

### 研究家として
鍵盤ハーモニカの研究と研究成果の社会還元を目的とする「鍵盤ハーモニカ研究所」の代表をつとめている。鍵盤ハーモニカ関連のサイトとしては国内一のアクセス数と情報量をもつ「ピアノニマス.com」を運営し、日本の国内外の研究家と連携しつつ積極的に情報発信を行う他、一般向けのセミナーや大学での特別講義などを通じて、研究で得られた新しい知見の社会還元と普及に力を入れている。企業秘密の壁が多い鍵盤ハーモニカの開発史について良質の一次資料を発掘して新しい知見を明らかにするなど、従来の常識をくつがえす研究アプローチには定評がある。

### 使用楽器
50台から60台程度の鍵盤ハーモニカを所有しており、楽曲にあわせて使い分けているが、特に愛用しているのはスズキの「Melodion M-37C」とヤマハの「Pianica P-32D」、ホーナーの「Melodica Superforce」の3台である。その他、鍵盤笛であるアンデス25F等も使用する。

## 来歴
1987年、大阪府で生まれる。2歳よりピアノを始め、幼少期をドイツで過ごす。
2003年、鍵盤ハーモニカを取り入れたライブを開始し、関西を中心に7年間営業を行う。その後、鍵盤ハーモニカ界の第一人者であるピアニカ前田、松田昌、夏秋文彦の三氏に師事。
2014年、ピアニカ前田の伴奏者として、舞台・小学校公演等で共演。
2015年、鈴木楽器主催「メロディオンフェスティバル」の出演者に全国より選抜。
2016年、国内初のHOHNER専属講師として愛好家向け講習会を担当。鍵盤ハーモニカ研究所を設立し代表に就任。「楽器フェア2016」では日本人で初めてHOHNER MelodicaのPRを行い、同日開催されたヤマハ・鈴木楽器・HOHNER合同主催の「ケンハモフェスティバル」では同社代表としてソロパフォーマンスを行う。
2018年、「ピアノニマス（南川朱生）」としてヘブンアーティストに登録(音楽部門「鍵盤ハーモニカと鍵盤笛を使用した独奏パフォーマンス」)。
2021年、経済産業省のポータルサイトの「EdTech」に、鍵盤ハーモニカ学習映像教材「Pianonymous’ Lessons of the Melodica」と「メロディカロワイヤル」が選定される。
2022年、今までの研究成果を春秋社のwebマガジンに「アルス・ピヤニカ――鍵盤ハーモニカの楽堂」として連載。
2023年、『鍵盤ハーモニカの本』を春秋社より出版(4月20日第1刷発行)

## 著書
- 『鍵盤ハーモニカの本』(春秋社、 2023/4/19) ISBN 978-4393935286
- 『できる ゼロからはじめる鍵盤ハーモニカ超入門 (CD付き)』(リットーミュージック、2023年1月26日発行) ISBN 978-4845638482
- 『世界で最も親切でお節介な 鍵盤ハーモニカ奏者のための基礎概論』(悪魔書房、2023年1月25日発行)[9]
- 『非アカデ民の野良研究バイブス 〜限界オタクよ、好きなものと尊く生きよう〜』(悪魔書房、2024年9月1日発行)[10]

## ディスコグラフィー

### アルバム
- 1stアルバム「プライマリ・キー」　2018年
- 2ndアルバム「イノベーターイミテーター」　2019年
- 3rdアルバム「Ctrl Home, Ctrl End」　2020年
- 4thアルバム「404 GOT SOUND」　2021年
- 5thアルバム「メロディコヴィッド」　2022年
- 6thアルバム「Lambing」　2023年
- 6.5thアルバム「Foxed」　2023年

### シングル
- 1stシングル「アンデスホリック」　2017年
- 2ndシングル「パラレル・サーキット−並列構造を用いたモアレ干渉とその効果に関する一考察−」　2018年
- 3rdシングル「プラスティック・タンゴ」　2018年
- 4thシングル「ツノクロマーチ」　2018年
- 5thシングル「ジョンドゥサミット」　2019年
- 6thシングル「メロディカクエスト」（映像作品）